# Samsung YP-P3
Samsung YP-P3 — портативный мультимедийный проигрыватель с сенсорным экраном от Samsung Electronics. Принадлежит к Yepp P серии. Поступил в продажу в мае 2009 года. Среди материалов корпуса использованы алюминий и закаленное стекло.
В плеере реализована система виджетов. Управление осуществляется с помощью сенсорного экрана, изготовленного по ёмкостной технологии.
Подсоединяется к компьютеру с помощью специального кабеля через фирменный разъём к USB. Поддерживается MTP или UMS (в зависимости от региона). При подсоединении к компьютеру аккумулятор заряжается. Ёмкость встроенного Li-Pol аккумулятора составляет 610 мА·ч.
Имеет FM-тюнер, микрофон и динамик. Плеер оснащен системой обработки звука DNSe 3.0. Bluetooth можно использовать для передачи/приёма аудиопотока и данных.
Не нужна предварительная конвертация видео. Плеер может воспроизводить видео с разрешением до 800x600 или 640x480 пикселей.
Возможно обновление ПО и смены региона, например, с региона RU на регион KR, а также вместо UMS можно сделать MTP. Так же можно обновить экран плеера. Последняя версия экрана - 6.D
Поддерживаемые форматы:
- Аудио: MP3, WMA, Ogg, AAC, FLAC
- Видео:
  - Контейнеры: AVI/SVI, MP4, WMV
  - Кодеки: MPEG-4, WMV, H.264, Divx, Xvid
- Флэш: SWF
- Изображение: JPEG, BMP, PNG, GIF
- Текст: TXT

В комплект поставки входят:
- Плеер
- Наушники
- USB-кабель
- Компакт-диск с ПО
- Инструкция по эксплуатации

Последняя версия ПО на данный момент - 2.22
Неизвестно, будет ли RockBox система сделана для этого плеера.
- Критика
Сенсорный дисплей через пару лет использования выходит из строя, не реагирует на прикосновения в определенных областях, чаще всего справа.